# Encapuchado (manifestación)

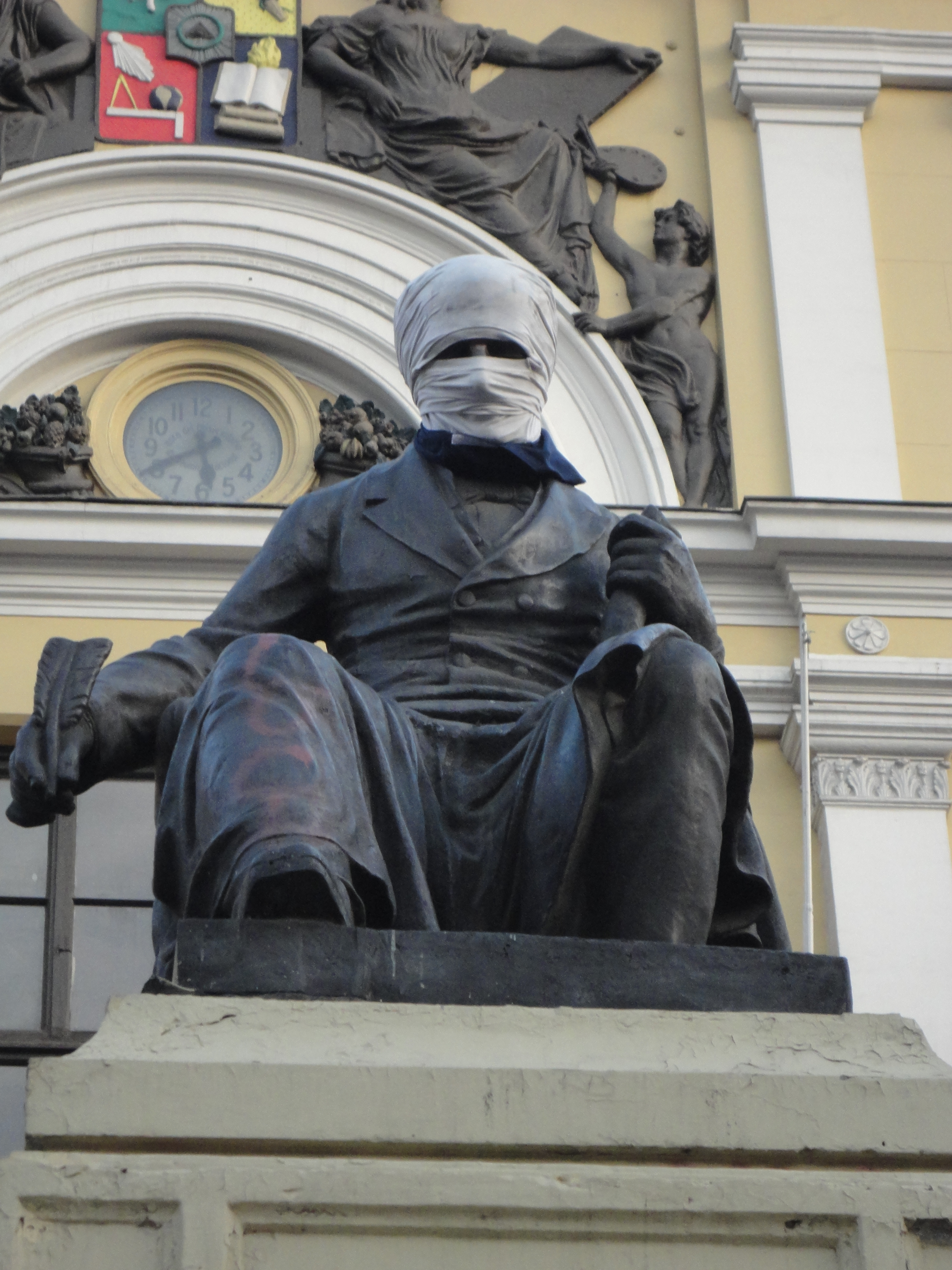
Estatua de Andrés Bello en el frontis de la Universidad de Chile encapuchada durante la movilización estudiantil de 2012.

Un encapuchado en una manifestación es un individuo que participa de alguna actividad pública cubriendo parcial o totalmente su cabeza y/o rostro a fin de no ser identificado, permaneciendo en el anonimato normalmente por alguna razón política, religiosa o miedo a las fuerzas policiales. Los encapuchados no se pueden asociar a solo un grupo o movimiento social, político o religioso en particular. El acto de encapucharse puede tener múltiples interpretaciones, como por ejemplo, un acto de protesta, desobediencia civil o rebeldía contra un sistema político, modelo económico, opositores al gobierno en curso, etc.

## Legislación en contra
En algunos países, en especial los miembros de la Unión Europea, Canadá y Estados Unidos, han promulgado leyes antimáscaras con el objeto de mantener el orden público y la seguridad ciudadana, argumentando que en las democracias modernas, donde se supone que debe existir la libertad de expresión y el derecho de reunión, no es necesario ocultar la identidad de una persona para manifestarse pacíficamente. Autoridades tanto locales como centrales han tomado medidas contra los encapuchados donde han aparecido durante las protestas de diferentes países en el mundo. A causa de la constancia y registro de que encapuchados durante manifestaciones de naturaleza pacífica han actuado de manera violenta, pudiendo ser vinculados a actos de vandalismo y actividades delictuales, como saqueos, incendios, robos, porte de armas y otro tipo de desmanes, destruyendo bienes públicos y privados. Bajo esta premisa y para desenmarcarlos de las protestas pacíficas, se ha facultado a las fuerzas de seguridad, como las policías antidisturbios, a actuar en represalia de individuos o grupos de personas que participen encapuchados en eventos masivos, dependiendo el criterio y la legislación de cada país o ciudad donde se produzcan.

## Casos notables

### En América Latina
Durante la oleada de protestas latinoamericanas de 2019, debido a la ausencia de leyes que sancionen el cubrirse la cara durante actos masivos en esa región de América, fue común ver individuos y grupos encapuchados de diferentes sectores ideológicos participando activamente en las manifestaciones.
- Chile: Durante las protestas de 2019, se hizo popular entre los diferentes grupos de encapuchados que aparecieron en las manifestaciones, un joven encapuchado denominado como «PareMan», debido a que porta como escudo un signo de pare que fue arrancado de la vía pública.[5] Algunos colectivos feministas han realizado la performance de «Un violador en tu camino» encapuchadas,[6] la cual se ha replicado en varios países del mundo. Como una de las medidas tomadas dentro de los proyectos de ley y reformas relacionadas con las protestas, se envió al Congreso Nacional un proyecto de ley «antiencapuchados» y otro «antisaqueos», con el fin de endurecer las penas de quienes cometen delitos cubriendo su rostro.[7]
- Colombia: Durante las protestas en Colombia de 2019 aparecieron grupos de encapuchados generando disturbios y otros relacionados con grupos que se manifestaron en universidades y otros centros de estudio.[8]
- Ecuador: En medio de las protestas de 2019, encapuchados en las manifestaciones incendiaron la sede la Contraloría General de la República de Ecuador y atacaron las dependencias del periódico El Comercio en Quito.[9]
- México: En México se han registrado encapuchados que se mezclan en las manifestaciones pacíficas, por lo general en protestas estudiantiles, generando disturbios y actos vandálicos diferenciados de los manifestantes pacíficos a rostro descubierto.[10]
- Perú: Durante una protesta en la Estación Central del Metropolitano de Lima en noviembre de 2019, un grupo de estudiantes cubiertos con máscaras de payasos hechas de papel, protestaron por el precio del pasaje en el sistema de transporte público, solicitando a las autoridades competentes una rebaja en la tarifa para escolares.[11] Anteriormente en las protestas contra la Ley de régimen laboral juvenil, encapuchados agredieron a periodistas en una manifestación realizada en la Plaza San Martín.[12]
- Venezuela: En las protestas en Venezuela es común ver sujetos encapuchados que se enfrentan a las fuerzas de seguridad que reprimen las manifestaciones. Uno de los encapuchados más conocidos durante las protestas es «Pakistán de la Cota 905», quien se mostraba en vídeos publicados por redes sociales en Internet como opositor al gobierno de Nicolás Maduro.[13]

### Estados Unidos
En Estados Unidos, algunos grupos supremacistas blancos realizan actividades públicas a rostro cubierto con capuchas que se asemejan a las usadas por el Ku Klux Klan.

### Rusia
El colectivo Pussy Riot realiza manifestaciones como intervenciones artísticas en áreas públicas en contra del gobierno de Vladímir Putin con sus cabezas cubiertas totalmente.

### Otros casos
- España: Encapuchados participaron en ataques a turistas, robos y saqueos durante las protestas de Cataluña de 2019.[15]
- Hong Kong: El gobierno de Carrie Lam dictó una serie de medidas contra los encapuchados durante las protestas de 2019 en la región autónoma de China.[16]
- Irán: Desde el año 2010 se celebra el «Día del Orgullo de Irán» de forma clandestina en Teherán, capital del país, donde manifestantes cubren sus rostros a fin de no ser identificados por las autoridades, en un país donde la homosexualidad es ilegal y condenada hasta con la pena de muerte, hacen públicas sus fotografías por redes sociales en Internet cubriendo su cara o cabeza con una bandera LGBT o con algún mensaje alusivo a la causa LGBT en algún lugar de la ciudad.[17]
- Ucrania: Encapuchados junto a un grupo de adherentes nacionalistas a rostro descubierto derribaron el Monumento a Lenín de Kiev y otros símbolos del comunismo y socialismo en el país durante el Euromaidán en 2015.[18]